# El Bagre

Bandeira de El Bagre.

Localização de El Bagre, no departamento de Antioquia.

El Bagre é uma cidade e município da Colômbia, no departamento de Antioquia. Dista 284 quilômetros de Medellín, a capital do departamento, e apresenta uma superfície de 1563 quilômetros quadrados.